# Statens offentliga utredningar
Statens offentliga utredningar (förkortat SOU), är en svensk serie med rapporter från 1922 och framåt, kallade betänkanden, från svenska statliga utredningar tillsatta av regeringen (innan 1975 Kungl. Maj:t) som också ger utredningsdirektiven. 
De är en del av den svenska lagstiftningsprocessen och används för att utreda komplicerade frågor och för att ta fram lagförslag. Utredningarna görs antingen av kommittéer eller av en särskild utredare.

## Bakgrund
Initiativet till att samla alla statliga kommittébetänkanden i en enhetlig skriftserie kom från professor Eli F. Heckscher. Dittills hade dessa inte ordnats och översiktlighet saknades. Heckscher menade att ”många af vårt lands mest framstående både vetenskapsmän och förmågor inom olika områden ha nedlagt mycket af sitt bästa på deras utförande” och han förordade att man skulle samla dem liksom det brittiska systemet med Blue books.
Varje publicerat betänkande har ett unikt id-nummer som består av årtal och löpnummer separerade med ett kolon följt av ett namn, till exempel SOU 1999:77, Demokrati och medborgarskap. En utredning kan lämna flera betänkanden, till exempel 1968 års barnstugeutredning som lämnade fyra betänkanden. Betänkanden finns tillgängliga på bibliotek, i bokhandeln och elektroniskt som PDF-filer på internet. 1922 fanns det två serier där den så kallade första serien löpte från januari till och med mars, med id nummer 1922:1 till 1922:34, därefter började serien om i april med id-nummer 1922:1. Utmärkande för utredningarna i den första serien är att dessa saknar id-nummer tryckta på själva betänkandena.

## Digitalisering
- Kungliga Biblioteket har digitaliserat samtliga SOU:er från startåret 1922 till 1999, totalt cirka 6 000 stycken. Nyare utredningar kan hittas på regeringens hemsida.[4][2]
- Linköpings universitetsbibliotek erbjuder SOU-sök Sök i Statens Offentliga Utredningar (SOU) 1922 -.